# Бальдзаретти, Федерико
Федери́ко Бальдзаре́тти (итал. Federico Balzaretti; род. 6 декабря 1981[…], Турин) — итальянский футболист, левый защитник.

## Карьера
Воспитанник клуба «Торино», в школу которого он пришёл в возрасте 6-ти лет. В сезоне 1998/99 он вызывался в основной состав команды, но в нём не дебютировал. В 1999 году Бальдзаретти был отдан в аренду в «Варесе», где провёл 2 года. Затем он играл за «Сиену», в составе которой дебютировал в серии В.
В 2002 году Бальдзаретти вернулся в «Торино», в составе которой дебютировал 14 сентября 2002 года в игре чемпионата Италии с «Интернационале». С «Торино» Бальдзаретти вылетел в серию В, но остался в команде, где постепенно становился одной из ключевых фигур. В сезоне 2004/05 «Торино» вновь вышел в серию А. Однако клуб был объявлен банкротом, и 9 августа 2005 года все игроки команды стали свободными агентами.
После ухода из «Торино», Бальдзаретти подписал контракт с «Ювентусом», для того, чтобы не перевозить беременную жену, Лукрецию, из города. Тиффози «Торино» восприняли переход, как предательство, тем более Бальдзаретти ранее клялся в любви к клубу. Во встречах с «Торино» Бальдзаретти постоянно освистывали болельщики его старого клуба.. Бальдзаретти завоевал место в основе «Юве», который выиграл чемпионат в 2006 году. Однако летом того же года, клуб был обвинён из-за скандала Кальчополи, лишён чемпионского титула и отправлен в серию В. Федерико принял решение остаться в команде, и в матче второго итальянского дивизиона забил свой первый гол в составе Старой Синьоры, поразив ворота «Кротоне».
20 июня 2007 года Бальдзаретти был куплен «Фиорентиной», заплатившей за трансфер защитника 3,8 млн евро, подписав контракт на 4 года. За «Фиорентину» провёл только половину сезона, сыграв в 11-ти матчах. 25 января 2008 года Бальдзаретти перешёл в «Палермо» за 3,8 млн евро. Контракт был подписан до 2011 года. В клубе Бальдзаретти взял номер 42, в честь отца, родившегося в 1942 году. Он дебютировал в составе «Розанеро» 2 февраля 2008 года в игре с «Ливорно» (1:0). Бальдзаретти быстро стал игроком основы, проведя в первые два сезона почти все игры. 18 октября 2009 года Бальдзаретти забил первый мяч за клуб, в игре с «Ливорно». 6 декабря 2009 года, в день своего рождения, Бальдзаретти сыграл 100-й матч в серии А. 11 января 2010 года Бальдзаретти продлил контракт с командой до 2013 года.
1 августа 2012 года Бальдзаретти перешёл в «Рому», подписав контракт до 30 июня 2015 года; сумма трансфера составила 4,5 млн евро.
22 сентября в римском дерби (Рома-Лацио) забил свой единственный гол за «волков», который, будучи первым в матче, стал решающим. В августе 2015 года завершил карьеру в связи с травмой.

## Статистика
на 4 февраля 2012
| Сезон   | Клуб       | Лига     | Чемпионат | Чемпионат | Кубок | Кубок | Континт. | Континт. |
| Сезон   | Клуб       | Лига     | Игры      | Голы      | Игры  | Голы  | Игры     | Голы     |
| ------- | ---------- | -------- | --------- | --------- | ----- | ----- | -------- | -------- |
| 1999/00 | Варезе     | Серия С1 | 17        | 0         | ?     | ?     | —        | —        |
| 2000/01 | Варезе     | Серия С1 | 27        | 0         | 2     | 0     | —        | —        |
| 2001/02 | Сиена      | Серия В  | 16        | 0         | 4     | 0     | —        | —        |
| 2002/03 | Торино     | Серия А  | 13        | 0         | 1     | 0     | —        | —        |
| 2003/04 | Торино     | Серия В  | 39        | 0         | 0     | 0     | —        | —        |
| 2004/05 | Торино     | Серия В  | 42        | 2         | 7     | 0     | —        | —        |
| 2005/06 | Ювентус    | Серия А  | 20        | 0         | 4     | 0     | 4        | 0        |
| 2006/07 | Ювентус    | Серия В  | 37        | 2         | 3     | 0     | —        | —        |
| 2007/08 | Фиорентина | Серия А  | 6         | 0         | 2     | 0     | 3        | 0        |
| 2007/08 | Палермо    | Серия А  | 16        | 0         | 0     | 0     | —        | —        |
| 2008/09 | Палермо    | Серия А  | 33        | 0         | 1     | 0     | —        | —        |
| 2009/10 | Палермо    | Серия А  | 34        | 1         | 2     | 0     | —        | —        |
| 2010/11 | Палермо    | Серия А  | 33        | 2         | 4     | 0     | 7        | 0        |
| 2011/12 | Палермо    | Серия А  | 19        | 0         | 0     | 0     | 2        | 0        |

## Достижения

### Командные
- Чемпион Италии: 2005/06 (отменён из-за Кальчополи)
- Чемпион Италии (Серия B): 2006/07
- Вице-чемпион Европы: 2012

### Личные
- Команда года (Серия A): 2011/12